# Gina Bellman
Gina Bellman (Auckland, 10 luglio 1966) è un'attrice neozelandese naturalizzata britannica.
È conosciuta principalmente per aver interpretato il ruolo di Jane Christie nella serie televisiva Coupling e per il ruolo di Sophie Devereaux nella serie televisiva Leverage - Consulenze illegali.

## Biografia
Gina Bellman nasce a Auckland in Nuova Zelanda da genitori ebrei di origine russa e polacca, emigrati in Nuova Zelanda dal Regno Unito durante gli anni cinquanta. La sua famiglia tornò in Gran Bretagna quando l'attrice aveva undici anni.

### Carriera
La carriera dell'attrice inizia nel 1982, anno in cui recita in un episodio della serie televisiva Into the Labyrinth. Due anni dopo appare in due episodi di Grange Hill e nel 1985 recita accanto a Richard Gere nel film diretto da Bruce Beresford King David e nella miniserie televisiva Mussolini: The Untold Story nel ruolo della nuora del duce Gina Ruberti. Da quel momento in poi iniziò ad apparire in numerose produzioni, soprattutto televisive.
Nel 1989 ottiene il suo primo ruolo di rilievo, recita infatti nel ruolo della protagonista nella miniserie Blackeyes tratta dall'omonimo romanzo di Dennis Potter. Negli anni successivi recita in alcuni film cinematografici come Secret Friends in cui recita accanto ad Alan Bates, Leon the Pig Farmer del 1992, Silent Trigger in cui recita accanto a Dolph Lundgren, Paranoid in cui recita con Jessica Alba e Iain Glen e appare nella miniserie Davide nel ruolo di Mikal.
Nel 2000 ottiene uno dei ruoli per cui è conosciuta dal grande pubblico, ossia quello di Jane Christie della serie televisiva Coupling. Andata in onda fino al 2004 per un totale di quattro stagioni, la serie è composta da ventotto episodi, nei quali la Bellman è sempre apparsa. Terminata l'esperienza di Coupling nel 2005 recita nel film Zerophilia e nel 2007 recita nel ruolo principale di Claire Jackman nella miniserie televisiva Jekyll.
Nel 2008 ottiene il ruolo per cui è maggiormente conosciuta, quello di Sophie Devereaux della serie televisiva Leverage - Consulenze illegali. Dopo la trasmissione di cinque stagioni per un totale di settantasette episodi, il 21 dicembre 2012 la serie venne cancellata da TNT a causa dei bassi ascolti. Grazie alle sue interpretazioni in questa serie l'attrice ha ricevuto per due anni di fila una nomination ai Saturn Award nella categoria miglior attrice non protagonista in una serie televisiva.

## Filmografia parziale

### Cinema
- King David, regia di Bruce Beresford (1985)
- Leon the Pig Farmer, regia di Gary Sinyor e Vadim Jean (1992)
- Silent Trigger, regia di Russell Mulcahy (1996)
- Paranoid, regia di John Duigan (2000)
- 7 giorni di vita (7 Days to Live), regia di Sebastian Niemann (2000)
- Zerophilia, regia di Martin Curland (2005)

### Televisione
- Into the Labyrinth – serie TV, episodio 3x05 (1982)
- Mussolini: The Untold Story – miniserie TV, puntate 02-03 (1985)
- Only Fools and Horses – serie TV, episodio 6x04 (1989)
- Blackeyes, regia di Dennis Potter – miniserie TV (1989)
- I miti greci (The Storyteller: Greek Myths) – serie TV, episodio 1x03 (1991)
- Davide (David), regia di Robert Markowitz – miniserie TV (1997)
- Coupling – serie TV, 28 episodi (2000-2004)
- Waking the Dead – serie TV, episodi 3x07-3x08 (2003)
- Jekyll, regia di Douglas Mackinnon e Matt Lipsey – miniserie TV (2007)
- Leverage – Consulenze illegali (Leverage) – serie TV, 74 episodi (2008-2012)
- Ripper Street – serie TV, episodio 2x06 (2013)
- Emerald City – serie TV, 5 episodi (2017)
- Henry IX, regia di Vadim Jean – miniserie TV (2017)
- Bulletproof – serie TV, 7 episodi (2020)
- Leverage: Redemption – serie TV, 24 episodi (2021-2022)

## Doppiatrici italiane
Nelle versioni in italiano delle opere in cui ha recitato, Gina Bellman è stata doppiata da:
- Roberta Pellini in Paranoid
- Alessia Lionello in Coupling
- Roberta Paladini in Jekyll
- Anna Cesareni in Leverage - Consulenze illegali